# Variantklang
Variantklang oder kurz Variante ist ein relationaler Begriff aus der Musiktheorie, der das Verwandtschaftsverhältnis zweier Akkorde bezeichnet. Die Verwandtschaft zweier Variantklänge besteht darin, dass sie den gleichen Grundton besitzen, aber das gegensätzliche Tongeschlecht. So ist z. B. der c-Moll-Dreiklang der Variantklang des C-Dur-Dreiklangs und umgekehrt.
Das gleiche Verwandtschaftsverhältnis gilt auch für Tonarten. Siehe dazu Varianttonart.
Nicht zu verwechseln ist die Variant-Verwandtschaft mit der Parallel-Verwandtschaft zweier Akkorde bzw. Tonarten wie zum Beispiel zwischen C-Dur und a-Moll.